# Peter A. Ulram
Peter A. Ulram (* 31. März 1951 in Wien) ist ein österreichischer Politikwissenschaftler und Hochschullehrer.

## Leben und Wirken
Peter A. Ulram studierte Politikwissenschaft an der Universität Wien. 1976 absolvierte er dort die Prüfung zum Diplom-Politologen. Zugleich promovierte er dort zum Dr. phil. Seither war er als Mitarbeiter auf dem Gebiet der Marktforschung tätig und zwar von 1983 bis 2011 beim Fessel-GfK Institut für Marktforschung in Wien, außerdem von 1979 bis 1983 beim Österreichischen Arbeitnehmerinnen- und Arbeitnehmerbund (ÖAAB). Von 2011 bis 2016 war er Geschäftsführer von ecoquest Market Research & Consulting GmbH. Als Universitätsdozent für Politikwissenschaft lehrte er außerdem viele Jahre an der Universität Wien, wo er sich 1988 habilitiert hatte.
In seinen Veröffentlichungen (oft zusammen mit Fritz Plasser) geht es vor allem um das politische System Österreichs, den dortigen Wandel in der politischen Kultur und Analysen von Parlamentswahlen, außerdem um den Systemwandel in Osteuropa nach 1990.

## Veröffentlichungen (Auswahl)
- Zwischen Bürokratie und Bürger. Sozialistische Kommunalpolitik in Wien, Stockholm und Bologna (= Studien zur österreichischen und internationalen Politik, Bd. 1). Braumüller, Wien 1978, ISBN 3-7003-0187-1.
- (mit Fritz Plasser): Unbehagen im Parteienstaat. Jugend und Politik in Österreich (= Studien zu Politik und Verwaltung, Bd. 2). Böhlau, Wien 1982, ISBN 3-205-08458-6.
- Hegemonie und Erosion. Politische Kultur und politischer Wandel in Österreich (= Studien zu Politik und Verwaltung, Bd. 35). Böhlau, Wien 1990, ISBN 3-205-05346-X (= Habilitationsschrift Universität Wien 1988).
- (Hrsg., mit Fritz Plasser): Staatsbürger oder Untertanen? Politische Kultur Deutschlands, Österreichs und der Schweiz im Vergleich. Lang, Frankfurt/M. 1991, ISBN 3-631-44154-1.
- (Hrsg., mit Peter Gerlich u. Fritz Plasser): Regimewechsel. Demokratisierung und politische Kultur in Ost-Mitteleuropa (= Studien zu Politik und Verwaltung, Bd. 45). Böhlau, Wien 1992, ISBN 3-205-98014-X.
- (Hrsg., mit Fritz Plasser): Transformation oder Stagnation? Aktuelle politische Trends in Osteuropa (= Schrifrenrihe des Zentrums für Angewandte Politikforschung, Bd. 2). Signum Verlag, Wien 1993, ISBN 3-85436-143-2.
- (mit Fritz Plasser u. Harald Waldrauch): Politischer Kulturwandel in Ost-Mitteleuropa. Theorie und Empirie demokratischer Konsolidierung. Leske + Budrich, Opladen 1997, ISBN 3-8100-1790-6 (engl. Übers. u.d.T.: Democratic consolidation in East-Central Europe. Macmillan, Basingstoke 1998, ISBN 0-312-21495-2.)
- (mit Jan Stankovsky u. Fritz Plasser): On the eve of EU enlargement. Economic developments and democratic attitudes in East Central Europe (= Schriftenreihe des Zentrums für Angewandte Politikforschung, Bd. 16). Signum-Verlag, Wien 1998, ISBN 3-85436-262-5.
- (mit Fritz Plasser): Das österreichische Politikverständnis. Von der Konsens- zur Konfliktkultur? (= Schriftenreihe des Zentrums für Angewandte Politikforschung, Bd. 25). WUV, Wien 2002, ISBN 3-85114-684-0.
- (Hrsg., mit Fritz Plasser): Wahlverhalten in Bewegung. Analysen zur Nationalratswahl 2002 (= Schriftenreihe des Zentrums für Angewandte Politikforschung, Bd. 26). WUV, Wien 2003, ISBN 3-85114-754-5.
- (mit Svila Tributsch): Kleine Nation mit Eigenschaften. Über das Verhältnis der Österreicher zu sich selbst und zu ihren Nachbarn. Molden, Wien 2004, ISBN 3-85485-111-1.
- (Hrsg., mit Fritz Plasser): Wechselwahlen. Analysen zur Nationalratswahl 2006 (= Schriftenreihe des Zentrums für Angewandte Politikforschung, Bd. 30). Facultas. WUV, Wien 2007, ISBN 3-7089-0016-2.
- (mit Franz Sommer): Im Zeichen des Chlorhuhns. In: Österreichisches Jahrbuch für Politik, Jg. 2014 (2015), S. 127–216 (es geht hierin um die Parlamentswahlen 2014).

Außerdem zahlreiche Aufsätze vor allem im Österreichischen Jahrbuch für Politik, meist Wahlanalysen.